# Литвинов Олександр Андрійович
Литви́нов Олекса́ндр Андрі́йович (30 серпня 1906, Слов'янськ, Харківська губернія — 1981) — фаготист, педагог, дипломат Всесоюзного конкурсу музикантів-виконавців на духових інструментах (1941).

## Життєвий шлях
Закінчив у 1928 р. Полтавський музичний технікум і був прийнятий в симфонічний оркестр, паралельно продовжував навчатися в Харківському музично-драматичному училищі. В 1934 р. закінчив Ленінградську консерваторію (клас Олександра Васильєва). В роки навчання працював в оркестрі радіо і Театрі музичної комедії та ін. В 1934 р. — соліст симфонічного оркестру Новосибірського радіо, 1935 — Київського симфонічного оркестру, 1936—1937 рр. — соліст симфонічного оркестру Свердловського театру опери і балету, викладач музичного училища і консерваторії. В 1937—1941 рр. — соліст симфонічного оркестру УРСР, викладач Київської консерваторії і музичного училища. З 1944 року соліст симфонічного оркестру УРСР і доцент Київської консерваторії.
Як виконавець Олександр Литвинов, окрім виразного досконалого звуку, володів великими технічними можливостями. Особливо майстерно виконував солові партії фагота в симфоніях Лева Ревуцького та Бориса Лятошинського.
Учні: Володимир Вдовиченко, Віктор Прокопович, Володимир Семеніченко, Анатолій Скиба, Микола Строкач, Петро Яковець, Дмитро Лебець, Роман Іванченко, М. Занько, Р. Чорногор, М. Крайник, Валентин Пономаренко, Олексій Палеолог та інші.
Народний артист УРСР, композитор Борис Лятошинський писав про О. А. Литвинова (1967): «О. А. Литвинов, безумовно, один з найкращих радянських фаготистів, прекрасний соліст оркестру, він показав себе з найкращої сторони, особливо як учасник камерних ансамблів і як педагог».
Композитор, народний артист УРСР Юлій Мейтус згадував: «Дякуючи виключній працьовитості, настирливості О. А. Литвинов розвинув свої музичні здібності, зайняв місце серед найкращих радянських фаготистів. Він чудово проявив себе як педагог, який виховав багато учнів. Велику зацікавленість мають його навчально-методичні праці з техніки гри на фаготі».